# Eero Kiviniemi
Eero Oskari Kiviniemi, född 2 januari 1937 i Helsingfors, är en finländsk namnforskare.
Kiviniemi blev filosofie doktor 1971. Han har sedan 1970-talet varit den ledande namnforskaren i det finska Finland. Han har  publicerat monografier, bland dem Rakkaan lapsen monet nimet (1982) och Perustietoa paikannimistä (1990), och ett stort antal artiklar samt svarat för revideringen av den finska almanackans namnlängd. Åren 1971–1998 verkade han som professor i finska, särskilt namnforskning, vid Helsingfors universitet. Han har varit invald i styrelserna för ett flertal vetenskapliga organ och har tillsammans med finlandssvenska kollegor utvecklat namnforskningen i landet och aktivt arbetat inom nordiska och internationella namnforskarorganisationer.